# Негматуллаєв Сабіт Хабібуллайович
Сабіт (Собіт) Хабібуллайович Негматуллаєв (16 вересня 1937, місто Ура-Тюбе, тепер місто Істаравшан, Таджикистан) — таджицький радянський науковець, сейсмолог, президент Академії наук Таджицької РСР (з 1991 року — Академії наук Республіки Таджикистан). Доктор технічних наук (1985), дійсний член Академії наук Таджицької РСР (з 1987 року).  Член ЦК КПРС у 1990—1991 роках. Народний депутат СРСР (1989—1991).

## Життєпис
У 1961 році закінчив Сталінабадський (Таджицький) політехнічний інститут.
У 1961—1962 роках — асистент Таджицького політехнічного інституту. Одночасно з 1961 по 1964 рік навчався в аспірантурі Куйбишевського інженерно-будівельного інституту РРФСР.
У 1962—1964 роках — молодший науковий співробітник, у 1964—1965 роках — вчений секретар, у 1965—1969 роках — заступник директора та виконувач обов'язки директора Інституту сейсмостійкого будівництва та сейсмології Академії наук Таджицької РСР.
Член КПРС з 1966 року.
З 1969 по квітень 2004 року — директор Інституту сейсмостійкого будівництва та сейсмології Академії наук Таджицької РСР (Республіки Таджикистан).
У 1985 року захистив докторську дисертацію на тему «Сильні рухи та їхня імітація вибухами для вирішення завдань інженерної сейсмології».
З 6 травня 1988 по 18 червня 1995 року — президент Академії наук Таджицької РСР (з 1991 року — Республіки Таджикистан), директор геофізичної служби Академії наук Республіки Таджикистан.
З квітня 2004 року — почесний директор Інституту сейсмостійкого будівництва та сейсмології Академії наук Республіки Таджикистан.

## Основні публікації
- Негматуллаєв С., Золотарьов О. Використання записів сильних рухів для оцінки сейсмічних реакцій будівель та споруд. Інститут сейсмостійкого будівництва та сейсмології АН Таджицької РСР. Душанбе: Доніш, 1986.
- Негматуллаєв С. Імітація сейсмічного впливу з метою випробування будівель та споруд на сейсмостійкість. Інститут сейсмостійкого будівництва та сейсмології АН Таджицької РСР. Душанбе: Доніш, 1986.
- Негматуллаєв С., Золотарьов О. Системи активного сейсмозахисту будівель і споруд та можливості їх експериментального дослідження на полігоні «Ляур». Інститут сейсмостійкого будівництва та сейсмології АН Таджицької РСР. Душанбе: Доніш, 1986.
- Негматуллаєв С., Роджан К., Луньов О., Золотарьов О. Служба сильних рухів Таджикистану. Державний комітет СРСР з гідрометеорології та контролю природного середовища при Раді міністрів СРСР. Душанбе: Доніш, 1987.

## Нагороди і відзнаки
- орден «Знак Пошани» (1981)
- медалі